# Condado de Vigo
O Condado de Vigo é um dos 92 condados do estado americano de Indiana. A sede do condado é Terre Haute, e sua maior cidade é Terre Haute. O condado possui uma área de 1 063 km² (dos quais 19 km² estão cobertos por água), uma população de 105 848 habitantes, e uma densidade populacional de 101 hab/km² (segundo o censo nacional de 2000). O condado foi fundado em 1818.